# Filip Benković
Filip Benković (* 13. Juli 1997 in Zagreb) ist ein kroatischer Fußballspieler.

## Karriere

### Verein
Benković begann seine Karriere in seiner Heimatstadt bei Dinamo Zagreb, wo er im Juli 2015 in der 1. HNL debütierte. Im September 2015 debütierte er in der Champions League.
Bis 2018 absolvierte Benković 56 Spiele für Dinamo in der 1. HNL und erzielte dabei sechs Tore. Im August 2018 wechselte er nach England zu Leicester City, wo er einen bis Juni 2023 laufenden Vertrag erhielt. Für die Saison 2018/19 wurde  er an Celtic Glasgow verliehen. Mit Celtic gewann er das nationale Triple aus Meisterschaft, Pokal und Ligapokal bestehend. Nach weiteren Leihen zu Bristol City und Cardiff City, wechselte Benković im Januar 2021 bis zum Saisonende zu seiner bislang vierten Leihstation Oud-Heverlee Löwen in die belgische Liga. Bis zum Leihende stand er in zehn Ligaspielen im Kader, kam jedoch zu keiner einzigen Spielminuten für den Klub aus Löwen. Nach seiner Rückkehr kam er zunächst nur für die U23 zum Einsatz. Im Winter 2022 schloss er sich Udinese Calcio in der Serie A an. Anfang September 2022 wechselte er leihweise für den Rest der Saison zum deutschen Zweitligisten Eintracht Braunschweig. Im Sommer 2023 folgte die Leihe in die Türkei zu Trabzonspor.

### Nationalmannschaft
Benković bestritt im Jahr 2019 ein Spiel für die Kroatische Fußballnationalmannschaft bei einem Freundschaftsspiel gegen die Tunesische Fußballnationalmannschaft, nachdem er zuvor alle Juniorennationalmannschaften des kroatischen Fußballverbands durchlaufen war.

## Erfolge
- Kroatischer Meister: 2015/16, 2017/18
- Schottischer Meisterschaft: 2019
- Schottischer Pokal: 2019
- Schottischer Ligapokal: 2019